# ابلاگ اوییشن
ابلاگ اوییشن (به انگلیسی: Abelag Aviation) یک شرکت هواپیمایی با کد یاتا W9 است که در تاریخ ۱۹۶۴ میلادی تأسیس شده است. دفتر مرکزی ابلاگ اوییشن در زوانتم، بلژیک واقع شده‌است و قطب این شرکت هواپیمایی در فرودگاه بروکسل قرار دارد.